# Rhytidoponera araneoides
Rhytidoponera araneoides är en myrart som först beskrevs av Le Guillou 1842.  Rhytidoponera araneoides ingår i släktet Rhytidoponera och familjen myror. Inga underarter finns listade i Catalogue of Life.